# Sejkov
Sejkov (ungarisch Székó) ist eine Gemeinde im äußersten Osten der Slowakei mit 197 Einwohnern (Stand 31. Dezember 2024), die zum Okres Sobrance, einem Kreis des Košický kraj, gehört.

## Geographie
Die Gemeinde befindet sich im Osten des Ostslowakischen Tieflands am Übergang von der Ebene in das Hügelland,  am linken Ufer des Orechovský potok im Einzugsgebiet des Uh. Das Ortszentrum liegt auf einer Höhe von 122 m n.m. und ist 10 Kilometer von Sobrance entfernt.
Nachbargemeinden sind Orechová im Norden, Krčava im Nordosten und Osten, Nižné Nemecké im Südosten, Jenkovce im Süden und Südwesten und Kristy im Westen und Nordwesten.

## Geschichte
Auf dem Gemeindegebiet gab es archäologischen Untersuchungen zufolge eine Siedlung der neolithischen Bükker Kultur.
Sejkov wurde zum ersten Mal 1412 als Zeyko schriftlich erwähnt. Das Dorf war Besitz der Gutsherren aus Lastomír, später von Familie Jenkey und Tasoly. Im 19. Jahrhundert besaßen die Familien Korányi und Thuránszky die Ortsgüter. 1427 wurden 31 Porta verzeichnet. 1828 zählte man 35 Häuser und 366 Einwohner.
Bis 1918/1919 gehörte der im Komitat Ung liegende Ort zum Königreich Ungarn und kam danach zur Tschechoslowakei beziehungsweise heute Slowakei. In der Zeit der ersten tschechoslowakischen Republik waren die Einwohner als Landwirte beschäftigt. Als Folge des Slowakisch-Ungarischen Kriegs war der Ort von 1939 bis 1944 noch einmal Teil Ungarns. Nach dem Zweiten Weltkrieg wurde 1957 die örtliche Einheitliche landwirtschaftliche Genossenschaft (Abk. JRD) gegründet, ein Teil der Einwohner pendelte zur Arbeit in Industriebetriebe in Sobrance, Michalovce, Strážske, Košice sowie im tschechischen Landesteil der Tschechoslowakei.

## Bevölkerung
| Jahr                | 1994 | 2004    | 2014    | 2024    |
| ------------------- | ---- | ------- | ------- | ------- |
| Anzahl der Personen | 217  | 201     | 207     | 197     |
| Unterschied         |      | −7,37 % | +2,98 % | −4,83 % |

| Jahr                | 2023 | 2024 |
| ------------------- | ---- | ---- |
| Anzahl der Personen | 197  | 197  |
| Unterschied         |      | +0 % |

Nach der Volkszählung 2011 wohnten in Sejkov 194 Einwohner, davon 162 Slowaken, drei Ukrainer und zwei Tschechen. 27 Einwohner machten keine Angabe zur Ethnie.
119 Einwohner bekannten sich zur römisch-katholischen Kirche, 41 Einwohner zur griechisch-katholischen Kirche, drei Einwohner zur orthodoxen Kirche und ein Einwohner zur reformierten Kirche. Zwei Einwohner waren konfessionslos und bei 28 Einwohnern wurde die Konfession nicht ermittelt.

## Bauwerke
- griechisch-katholische Georgskirche im neobarocken Stil aus dem Jahr 1908[6]
- römisch-katholische Herz-Jesu-Kirche im pseudogotischen Stil aus dem Jahr 1894[7]

## Verkehr
Durch Sejkov führt die Cesta III. triedy 3803 („Straße 3. Ordnung“) von einer Kreuzung mit der Cesta I. triedy 19 („Straße 1. Ordnung“) bei Krčava heraus zur Kreuzung mit der Cesta III. triedy 3754 zwischen Kristy und Jenkovce.